# Віковий дуб (Ямпіль)
Вікови́й дуб — ботанічна пам'ятка природи місцевого значення в Україні. Об'єкт природно-заповідного фонду Сумської області. 
Розташований в смт Ямпіль Сумської області, на вул. Свято-Преображенській (у центральній частині міста). 
Площа 0,01 га. Статус надано згідно з рішенням облради від 26.05.2004 року. Перебуває у віданні Ямпільської селищної ради. 
Статус надано для збереження одного екземпляра вікового дуба. 

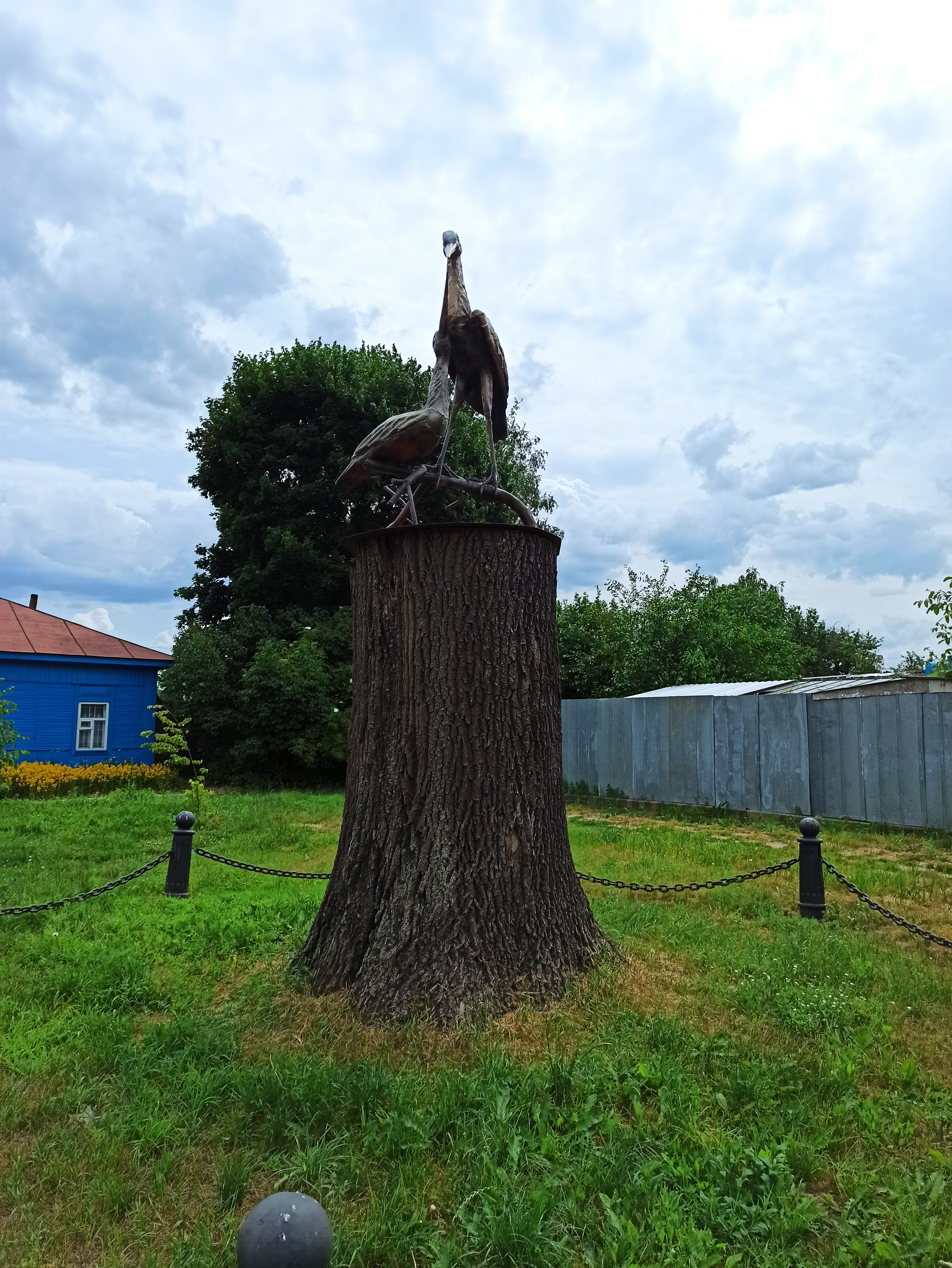
Залишки дуба станом на червень 2020 року

У 2019 році дуб було втрачено.